# Compagnie de Sainte Thérèse
La compagnie de Sainte Thérèse (en latin : Societatis Sanctae Teresiae a Iesu) est une congrégation religieuse féminine enseignante de droit pontifical.

## Histoire
La congrégation est fondée le 23 juin 1876 à Tarragone par Henri de Osso y Cervello (1840 - 1896) pour l'éducation chrétienne et la formation professionnelle des filles. Les premières communautés sont érigés à Tarragone et Tortosa. Le 31 décembre 1878, les huit premières religieuses reçoivent l'habit religieux et huit prononcent leurs vœux perpétuels le 15 octobre 1882.
La société reçoit du pape le décret de louange le 16 septembre 1888 et obtient l'approbation finale du Saint-Siège le 18 décembre 1908. Ses constitutions sont approuvées le 18 mai 1903 et révisées à la lumière des enseignements du Concile Vatican II le 2 avril 1971.
Le fondateur est proclamé saint à Madrid par le pape Jean-Paul II le 16 juin 1993. Saturnine Jassa y Fontcuberta, cofondatrice de l'institut est reconnue vénérable le 3 mars 1990. Lors de la guerre d'Espagne, 3 religieuses de cette congrégation meurent martyres : Marie Mercedes Prat, Josefa Busquets Piñol, Cándida López Romero.

## Activités et diffusion
Les sœurs se consacrent principalement à l'éducation de la jeunesse.
Elles sont présentes en :
- Europe : Espagne, France, Italie, Portugal[3].
- Amérique du Nord : États-Unis, Mexique.
- Amérique centrale : Costa Rica, Cuba, Nicaragua.
- Amérique du Sud : Argentine, Bolivie, Brésil, Chili, Colombie, Paraguay, Uruguay, Venezuela[4].
- Afrique : Angola, Burkina Faso, Côte-d'Ivoire, Mozambique, Sao Tomé-et-Principe[5].

La maison généralice est à Rome.
En 2017, la congrégation comptait 1272 sœurs dans 199 maisons.

## Voir Aussi

### Articles liés
- Ordre des Carmes déchaux